# Volta a Aragão
A Volta a Aragão é uma corrida de ciclismo profissional por etapas disputada na comunidade autónoma de Aragão, Espanha.
A sua origem remonta-se ao ano 1939, quando o diário Amanhecer junto ao Clube Ciclista Iberia, decano do ciclismo em Aragão, foram os encarregados de pôr em marcha a corrida aragonesa pouco depois de finalizar a guerra civil espanhola.
Um total de 34 ciclistas tomaram a saída para disputar a primeira Volta a Aragão entre o 5 e 12 de outubro de 1939, a Volta constou de sete etapas entre as que se intercalou um dia de descanso.
Até 2004 esteve enquadrada na categoria 2.2 da UCI, até que em 2005 devido à reestruturação de categorias devido à criação dos Circuitos Continentais da UCI esta se integrou na categoria 2.1 do UCI Europe Tour.
Em 2006, a falta de meios e de patrocinadores fez que fora suspensa durante, em princípio, um ano. Em 2007, o apoio inicial da Deputação General de Aragón fazia prever que a prova sairia às estradas; mas, no entanto, finalmente não foi assim, perdendo todas as mordomias de que dispunha ante a UCI e inclusive a data reservada para a sua disputa. Finalmente em 2018 a corrida voltou a disputar-se.
No palmarés da Volta a Aragão figuram ciclistas como Agustín Tamames (1975), Perico Delgado (1983), Luto Herrera (1992), Fernando Escartín (1995), Melcior Mauri (1996) ou Stefano Garzelli (2004) entre outros.

## Percursos
Durante os últimos anos tinham-se visto percursos muito interessantes. Desde o ano 1998, o Governo de Aragón participava como patrocinador e exigia um percurso com verdadeiro carácter turístico para que pudesse ser um autêntico escaparate. Fruto deste patrocínio foi que, apesar de manter algumas chegadas e portos míticos, se descobriram outras zonas (especialmente o Maestrazgo) e se conseguisse levar a Volta a praticamente todos os lados de Aragão.
Os três últimos percursos foram:
- Ano 2003: devido à coincidência de datas com Semana Santa, era inviável percorrer as terras turolenses[4] e a etapa "pirenaica" (subida a Cerler) devia ser o primeiro dia (quarta-feira santo). Dois dias por terras oscenses (saída desde Huesca, chegada a Cerler e ao dia seguinte a Sabiñánigo através do porto do Serrablo) para continuar pelo sistema ibério (comarcas de Aranda, Campo de Borja, Valdejalón, Ribera Alta do Ebro...) e a tradicional chegada a Zaragoza.[5]
- Ano 2004: uma saída desde Teruel para chegar no primeiro dia a Valdelinares. Continuando por percorrer Aragón inteiro (de Calanda a Barbastro numa mesma etapa), algo de montanha por Sabiñánigo e acabar pela hoya de Huesca e finalizar em Zaragoza.[6][7]
- Ano 2005: começou por um traçado rompepernas de Alcalá da Selva a Valderrobres e continuou com uma longa etapa de Alcañiz a Sabiñánigo através dos Monegros.[8] Estava-se decidido a levar a corrida aragonesa aos últimos rincões de Aragão. Desta corrida podem-se destacar dois episódios:
  - Por uma parte, não acabava em Zaragoza senão em Illueca (Zaragoza era final da terceira etapa e não da última como se tinha feito tradicionalmente).
  - O outro episódio foi uma cronoescalada como etapa rainha (Santuário de Herrera dos Navarros). Parece incrível que a etapa rainha se corresse no Campo de Daroca ao ser uma pequena comarca da Província de Zaragoza, ademais sendo porto de primeira categoria e que tinha que subir em cronoescalada.

- - No ano 2008 teve mudanças na junta diretora do clube ciclista Iberia e assumiu a presidência José Miguel Romeo Catalão, em dois meses de tempo esteve a ponto de sacar adiante a Volta Ciclista Aragão no último momento mas o Governo de Aragão retirou seu apoio económico. O atual presidente do Clube ciclista Iberia José Miguel Romeo Catalão trabalhava num amplo projeto que pretendia recuperar a volta ciclista Aragão em 2012 com um grupo empresarial.[9]

## Palmarés
| Ano                              | Vencedor                   | Segundo                 | Terceiro                |
| -------------------------------- | -------------------------- | ----------------------- | ----------------------- |
| 1939                             | Francisco Antonio Andrés   | Fermín Trueba           | Antonio Escuriet        |
| 1940-1953 edições não realizadas |                            |                         |                         |
| 1954                             | Francesc Alomar Florit     | Jesús Loroño            | Miguel Poblet           |
| 1955-1964 edições não realizadas |                            |                         |                         |
| 1965                             | José Pujol                 | Bernard Labourdette     | Ramón Pages             |
| 1966                             | Salvador Canet García      | José Gómez              | Vicente López Carril    |
| 1967                             | José Luis Uribezubia Velar | Alain Perrot            | José María Beltrán      |
| 1968                             | José Manuel Abellán        | Enrique Sanchidrián     | Enrique Sahagún         |
| 1969                             | Jesús Manzaneque           | José Martínez Esterlich | Antonio Cerdà Tarongí   |
| 1970                             | Luis Santamarina           | Jesús Manzaneque        | José Antonio González   |
| 1971                             | Ramón Sáez Marzo           | Juan Silloniz Achabal   | Antonio Gómez del Moral |
| 1972 edição não realizada        |                            |                         |                         |
| 1973                             | Jesús Manzaneque           | Vicente López Carril    | Francisco Elorriaga     |
| 1974                             | Francisco Elorriaga        | Carlos Melero           | Antonio Jiménez Luján   |
| 1975                             | Agustín Tamames            | José Freitas Martins    | Pedro Torres            |
| 1976                             | Francisco Elorriaga        | Jesús Manzaneque        | Roger Rosiers           |
| 1977                             | José Nazábal               | Félix Suárez            | Meinrad Vögele          |
| 1978                             | Jesús Suárez Cueva         | Andrés Oliva            | Felipe Yáñez            |
| 1979                             | Roque Moya                 | Jesús Hiniesto          | Francisco Javier Cedena |
| 1980                             | Faustino Fernández Ovies   | Isidro Juárez del Moral | Ángel López del Álamo   |
| 1981                             | Antonio Coll               | Juan Fernández Martín   | Francisco Albelda       |
| 1982                             | Carlos Hernández Bailo     | Eddy Vanhaerens         | Jan Jonkers             |
| 1983                             | Pedro Delgado              | José Recio              | Julián Gorospe          |
| 1984                             | José Recio                 | Ángel Arroyo            | Peio Ruiz Cabestany     |
| 1985                             | José Recio                 | Carlos Hernández Bailo  | Jørgen V. Pedersen      |
| 1986                             | Stephan Joho               | Mathieu Hermans         | Jörg Müller             |
| 1987                             | Anselmo Fuerte             | Ángel Arroyo            | Reimund Dietzen         |
| 1988                             | Francisco Javier Mauleón   | Mathieu Hermans         | Jaanus Kuum             |
| 1989                             | Iñaki Gastón               | Roberto Torres          | Carlos Hernández Bailo  |
| 1990                             | Nico Emonds                | Iñaki Gastón            | Benny Van Brabant       |
| 1991                             | Edgar Corredor             | Giuseppe Petito         | Andrea Chiurato         |
| 1992                             | Lucho Herrera              | Piotr Ugrumov           | Laurent Bezault         |
| 1993                             | Alfonso Gutiérrez          | Peter de Clercq         | Melcior Mauri           |
| 1994                             | Marino Alonso              | Melcior Mauri           | José Rodríguez García   |
| 1995                             | Fernando Escartín          | Aitor Garmendia         | Laudelino Cubino        |
| 1996                             | Melcior Mauri              | Aitor Garmendia         | Juan Carlos Domínguez   |
| 1997                             | Aitor Garmendia            | Mikel Zarrabeitia       | Abraham Olano           |
| 1998                             | Aitor Garmendia            | Daniel Clavero          | Íñigo Cuesta            |
| 1999                             | Juan Carlos Domínguez      | José María Jiménez      | Leonardo Piepoli        |
| 2000                             | Leonardo Piepoli           | Aitor Garmendia         | Bingen Fernández        |
| 2001                             | Juan Carlos Domínguez      | Roberto Heras           | Alexandr Shefer         |
| 2002                             | Leonardo Piepoli           | Alexandr Shefer         | Aitor Osa               |
| 2003                             | Leonardo Piepoli           | Gilberto Simoni         | Manuel Beltrán Martínez |
| 2004                             | Stefano Garzelli           | Denis Menchov           | Leonardo Piepoli        |
| 2005                             | Rubén Plaza                | Luis Pérez              | Charles Wegelius        |
| 2006-2017 edições não realizadas |                            |                         |                         |
| 2018                             | Javier Moreno              | Mikel Bizkarra          | Rein Taaramäe           |
| 2019                             | Eduard Prades              | Evgeny Shalunov         | Rein Taaramäe           |

Nota: A edição de 2018 foi inicialmente vencida por Jaime Rosón mas foi despojado do título depois de ter sido sancionado por dopagem em fevereiro de 2019 implicando a suspensão dos seus resultados desde janeiro de 2017 até junho de 2018.

## Palmarés por países
| País     | Vitórias |
| -------- | -------- |
| Espanha  | 36       |
| Itália   | 4        |
| Colômbia | 2        |
| Suíça    | 1        |
| Bélgica  | 1        |